# Clara Däubler
Clara Däubler (* um 1988 in Feuchtwangen) ist eine deutsche Jazzmusikerin (Kontrabass, Komposition).

## Leben und Wirken
Däubler wurde in eine musikalische Familie geboren; ihr Vater ist der Konzertpianist Günther Däubler. Sie ist ab dem dritten Lebensjahr zunächst in Eberbach, seit Beginn der Grundschule dann in Hirschhorn aufgewachsen. Seit 1993 erhielt sie klassischen Geigenunterricht in der Musikschule Eberbach, kurze Zeit auch klassischen Klavierunterricht. Mit 13 Jahren startete sie als  E-Bassistin in einer Punkband. Zwei Jahre später begann sie, sich für Jazz zu interessieren. Es kam zu Auftritten mit Achim Plagge, Patrick Schneider und Andreas Viehöver. Sie erhielt Ensembleunterricht bei Gerd Mayer-Mendez, dann bis zum Abitur 2008 am Eberbacher Hohenstaufen-Gymnasium bei Bernhard Sperrfechter sowie Bass bei Matthias Debus. Von 2010 bis 2015 studierte sie an der Hochschule für Musik, Theater und Medien Hannover bei Detlev Beier.
Däubler spielte zwischen 2012 und 2014 einen wöchentlichen Auftritt im Jazzquartett Watten (mit Altsaxophonist Paul Engelmann, Pianist Michael Hoppe und Drummer Andreas Schulze) in Hannover; 2019 wurde die Band reaktiviert (Album Jazz in der Pupille). Sie ist Mitglied der Bigband Fette Hupe, mit der 2020 das Album Modern Tradition bei Berthold Records erschien. Sie gehört zum Quintett von Fynn Großmann (Halbwahrheiten). Mit dem Hannes Dunker Trio hat sie 2018 ein Album veröffentlicht. Weiterhin spielte sie mit Julia Hülsmann, Sunna Gunnlaugs, Angelika Niescier, Nils Wogram, Heinrich Köbberling, Ed Kröger sowie der NDR Radiophilharmonie. Sie trat auf Festivals auf wie Jazz Open Hamburg, Jazz Baltica, Kurt-Weill-Fest Dessau, Winterjazz Köln, Platzhirsch Festival Duisburg oder Jazzwoche Hannover und tourte auch in den Niederlanden, Frankreich, Dänemark, Litauen, Island, Kasachstan, Kirgistan, Turkmenistan, Iran und Nordamerika. Zudem ist sie auf dem Album Røndgard des Lars Stoermer Quartetts zu hören, für das sie auch komponierte, und tritt im Duo mit dem Akkordeonisten Nicolae Gutu auf.